# Gaál Anna
Gaál Anna, Gaál Lászlóné (Budapest. 1944. október 13.  –) magyar rádióbemondó, műsorvezető.

## Életpályája
1974-től volt a Magyar Rádió bemondója, korábban külsősként alkalmazták, előtte gyárban dolgozott. A Rádió mindhárom adóján (Kossuth, Petőfi, Bartók) teljesített szolgálatot. Pályája elején, 1976-ban munkájáról nyilatkozta: 

„A bemondói munkából a hírolvasás áll hozzám a legközelebb, mert érdekel a politika…”

 A Rádió színházi közvetítéseinek bemondójaként, moderátoraként is, gyakran hallhatták a rádióhallgatók. A Magyar Rádió munkatársaként kolléganőjével G. Mezei Máriával Moszkvában is járt kiküldetésben. Nyugdíjba vonulásáig tagja volt a Magyar Rádió Üzemi Tanácsának. 1996-tól beszéd és kommunikációs technikákat tanított önállóan és Barra Máriával közösen is az Elisa Stúdióban. 1997-ben hangképzésről és beszédtecnikáról tartott kurzusokat a budapesti Független Médiaközpont továbbképzésein. Nyugdíjasként, utoljára 2000-ben a 75 éves évfordulóját ünneplő Magyar Rádióban egykori bemondó kollégáival Vadász Ágnessel, Földi Ottóval és Horváth Lajossal olvasott híreket.

## Családja, magánélete
Három gyermeke született, két lány és egy fiú édesanyja. Lányai közül az 1994-ben 27 évesen tragikus hirtelenséggel elhunyt Kis Gaál Anna, a Magyar Rádió népszerű sportújságírója, szerkesztő-riporter volt.

## Rádiós munkáiból
- Reggeli Krónika (Kossuth Rádió) bemondó
- Napközben – Zenés délelőtt (Petőfi Rádió) bemondó
- Kettőtől hatra – A Petőfi Rádió zenedélutánja bemondó
- Éjfél után – A Magyar Rádió zenés műsora (Petőfi Rádió) bemondó
- Muzsikáló reggel (Bartók Rádió) bemondó
- Szépen, jól magyarul – vendég: Gaál Anna, az MR bemondója (Radír Rádió, Tatabánya)[13]
- A nyugati világ bajnoka – John Millington Synge komédiája — Közvetítés a Veszprémi Petőfi Színházból – (Bartók Rádió) bemondó
- Romantika – Sultz Sándor tragikomédiája 2 részben — Közvetítés a veszprémi Latinovits Zoltán Játékszínből – (Bartók Rádió) bemondó
- Tévedések vígjátéka – Írta: William Shakespeare, Fordította Szász Imre ― Közvetítés a József Attila Színházbal – (Kossuth Rádió) bemondó